# Γ函数

Γ函數在实数定义域上的函數圖形

在數學中，{\displaystyle \Gamma \,}函数（伽瑪函數；Gamma函数），是階乘函數在實數與複數域上的擴展。如果{\displaystyle n}為正整數，則：
{\displaystyle \Gamma (n)=(n-1)!}
根据解析延拓原理，伽瑪函數可以定義在除去非正整數的整個複數域上：
{\displaystyle \Gamma (z)=\int _{0}^{\infty }t^{z-1}\mathrm {e} ^{-t}{\rm {{d}t,}}} {\displaystyle \Re (z)>0.}
数学家勒讓德首次使用了希腊字母Γ作为该函数的记号。在機率論和组合数学中此函數很常用。

## 定義
{\displaystyle \Gamma \,}函數可以通过欧拉（Euler）第二类积分定義：
{\displaystyle \Gamma (z)=\int _{0}^{\infty }t^{z-1}\mathrm {e} ^{-t}{\rm {{d}t}}}
对复数{\displaystyle z\,}，我们要求{\displaystyle \mathrm {Re} (z)>0}。
{\displaystyle \Gamma }函數还可以通过对{\displaystyle \mathrm {e} ^{-t}\,}做泰勒展开，解析延拓到整个复平面：
{\displaystyle \Gamma (z)=\int _{1}^{\infty }{\frac {t^{z-1}}{\mathrm {e} ^{t}}}{\rm {d}}t+\sum _{n=0}^{\infty }{\frac {(-1)^{n}}{n!}}{\frac {1}{n+z}}}
这样定义的{\displaystyle \Gamma }函數在全平面除了{\displaystyle z=0,-1,-2,\ldots }以外的地方解析。
{\displaystyle \Gamma }函數也可以用无穷乘积的方式表示：
{\displaystyle \Gamma (z)={\frac {1}{z}}\prod _{n=1}^{\infty }\left(1+{\frac {z}{n}}\right)^{-1}\left(1+{\frac {1}{n}}\right)^{z}}
这说明{\displaystyle \Gamma (z)}是亚纯函数，而{\displaystyle {\frac {1}{\Gamma (z)}}}是全纯函数。

## 历史動機
Γ函數本身可以被看作是一個下列插值問題的解：
『找到一個光滑曲線連接那些由 {\displaystyle y=(x-1)!} 所給定的點{\displaystyle (x,y)}，並要求{\displaystyle x}要為正整數』
由前幾個的階乘清楚地表明這樣的曲線是可以被畫出來的，但是我們更希望有一個精確的公式去描述這個曲線，並讓階乘的操作不會依賴於{\displaystyle x}值的大小。而最簡單的階乘公式 {\displaystyle x!=1\times 2\times \cdots \times x} 不能直接應用在{\displaystyle x}值為分数的時候，因為它被限定在{\displaystyle x}值為正整數而已。相對而言，并不存在一個有限的關於加總、乘積、冪次、指數函數或是對數函數可以表達 {\displaystyle x!}，但是是有一個普遍的公式藉由微積分的積分與極限去表達階乘的，而 Γ函數就是那個公式。
階乘有無限多種的連續擴張方式將定義域擴張到非整數：可以通過任何一組孤立點畫出無限多的曲線。Γ函數是實務上最好的一個選擇，因為是解析的(除了非正整數點)，而且它可以被定義成很多種等價形式。然而，它並不是唯一一個擴張階乘意義的解析函數，只要給予任何解析函數，其在正整數上為零，像是 {\displaystyle k\sin(m\pi x)}，會給出其他函數有著階乘性質。

## 無窮乘積
{\displaystyle \Gamma \,}函數可以用無窮乘積表示：
{\displaystyle \Gamma (z)=\lim _{n\to {\infty }}n!\;n^{z}\prod _{k=0}^{n}(z+k)^{-1}}
{\displaystyle \Gamma (z)={\frac {\mathrm {e} ^{-\gamma z}}{z}}\prod _{n=1}^{\infty }\left(1+{\frac {z}{n}}\right)^{-1}\mathrm {e} ^{\frac {z}{n}}}
其中{\displaystyle \gamma \,}是欧拉-马歇罗尼常数。

## Γ積分
{\displaystyle 1=\int _{0}^{\infty }{\frac {x^{\alpha -1}\lambda ^{\alpha }\mathrm {e} ^{-\lambda x}}{\Gamma \left(\alpha \right)}}{\rm {d}}x}
{\displaystyle \implies {\frac {\Gamma \left(\alpha \right)}{\lambda ^{\alpha }}}=\int _{0}^{\infty }x^{\alpha -1}\mathrm {e} ^{-\lambda x}{\rm {d}}x}

## 递推公式
{\displaystyle \Gamma \,}函数的递推公式为：
{\displaystyle \Gamma (x+1)=x\Gamma (x)}，
对于正整数{\displaystyle n\,}，有
{\displaystyle \Gamma (n+1)=n!}，
可以说{\displaystyle \Gamma \,}函数是階乘的推廣。

### 递推公式的推导
{\displaystyle \Gamma (n+1)=\int _{0}^{\infty }\mathrm {e} ^{-x}x^{n+1-1}\mathrm {d} x=\int _{0}^{\infty }\mathrm {e} ^{-x}x^{n}{\rm {d}}x}
我们用分部积分法来计算这个积分：
{\displaystyle \int _{0}^{\infty }\mathrm {e} ^{-x}x^{n}\mathrm {d} x=\left[{\frac {-x^{n}}{\mathrm {e} ^{x}}}\right]_{0}^{\infty }+n\int _{0}^{\infty }\mathrm {e} ^{-x}x^{n-1}{\rm {d}}x}
当{\displaystyle x=0\,}时，{\displaystyle {\tfrac {-0^{n}}{\mathrm {e} ^{0}}}={\tfrac {0}{1}}=0}。当{\displaystyle x\,}趋于无穷大时，根据洛必达法则，有：
{\displaystyle \lim _{x\rightarrow \infty }{\frac {-x^{n}}{\mathrm {e} ^{x}}}=\lim _{x\rightarrow \infty }{\frac {-n!\cdot 0}{\mathrm {e} ^{x}}}=0}.
因此第一项{\displaystyle \left[{\tfrac {-x^{n}}{\mathrm {e} ^{x}}}\right]_{0}^{\infty }}变成了零，所以：
{\displaystyle \Gamma (n+1)=n\int _{0}^{\infty }{\frac {x^{n-1}}{\mathrm {e} ^{x}}}{\rm {d}}x}
等式的右面正好是{\displaystyle n\Gamma (n)\,}, 因此，递推公式为：
{\displaystyle {\Gamma (n+1)=n\Gamma (n)}\,}.

## 重要性质
- 當{\displaystyle z\to 0^{+}}時，{\displaystyle \Gamma (z)\to +\infty }
- 歐拉反射公式（余元公式）：

{\displaystyle \Gamma (z)\Gamma (1-z)={\frac {\pi }{\sin {\pi z}}}\quad (0<\mathrm {Re} (z)<1)}.
由此可知当{\displaystyle \ z={\tfrac {1}{2}}}时，{\displaystyle \Gamma \left({\tfrac {1}{2}}\right)={\sqrt {\pi }}}.
- 伽马函数还是负自然指数函数的梅林变换:    {\displaystyle \Gamma (z)={\mathcal {M}}\{e^{-x}\}(z).}

- 乘法定理：

{\displaystyle \Gamma (z)\;\Gamma \left(z+{\tfrac {1}{2}}\right)=2^{1-2z}\;{\sqrt {\pi }}\;\Gamma (2z)}。
{\displaystyle \Gamma (z)\;\Gamma \left(z+{\tfrac {1}{m}}\right)\;\Gamma \left(z+{\tfrac {2}{m}}\right)\cdots \Gamma \left(z+{\tfrac {m-1}{m}}\right)=(2\pi )^{\frac {m-1}{2}}\;m^{{\frac {1}{2}}-mz}\;\Gamma (mz)}.
- 此外：

{\displaystyle \Gamma \left(n+{\tfrac {1}{2}}\right)={\frac {(2n)!{\sqrt {\pi }}}{n!4^{n}}}}.
- 使用乘法定理推導的關係：

{\displaystyle \Gamma (1/6)=\Gamma (1/3)^{2}/{\sqrt {\pi }}*2^{2/3}*\sin({\pi /3}).}
{\displaystyle \Gamma (5/6)=1/\Gamma (1/3)^{2}*{\sqrt {\pi }}^{3}*2^{4/3}/{\sqrt {3}}.}
{\displaystyle \Gamma (1/10)=\Gamma (1/5)*\Gamma (2/5)/{\sqrt {\pi }}*2^{4/5}*\sin({2*\pi /5}).}
{\displaystyle \Gamma (3/10)=\Gamma (1/5)/\Gamma (2/5)*{\sqrt {\pi }}/2^{3/5}/\sin({3*\pi /10}).}
{\displaystyle \Gamma (7/10)=\Gamma (2/5)/\Gamma (1/5)*{\sqrt {\pi }}*2^{3/5}.}
{\displaystyle \Gamma (9/10)=1/(\Gamma (1/5)*\Gamma (2/5))*{\sqrt {\pi }}^{3}/2^{4/5}/(\sin(\pi /10)*\sin({2*\pi /5})).}
此式可用來協助計算t分布機率密度函數、卡方分布機率密度函數、F分布機率密度函數等的累計機率。
- 極限性質

對任何實數α
{\displaystyle \lim _{n\to \infty }{\frac {\Gamma (n+\alpha )}{\Gamma (n)n^{\alpha }}}=1,\qquad \alpha \in \mathbf {R} }

### 斯特靈公式
斯特靈公式能用以估計{\displaystyle \Gamma (z)}函数的增長速度。公式為：
{\displaystyle \Gamma (z+1)\sim {\sqrt {2\pi z}}\left({\frac {z}{e}}\right)^{z},}
其中e約等於2.718281828459。

### 特殊值
{\displaystyle {\begin{array}{rcccl}\Gamma \left(-{\tfrac {3}{2}}\right)&=&{\tfrac {4}{3}}{\sqrt {\pi }}&\approx &2.363\,271\,801\,207\\\Gamma \left(-{\tfrac {1}{2}}\right)&=&-2{\sqrt {\pi }}&\approx &-3.544\,907\,701\,811\\\Gamma \left({\tfrac {1}{2}}\right)&=&{\sqrt {\pi }}&\approx &1.772\,453\,850\,906\\\Gamma (1)&=&0!&=&1\\\Gamma \left({\tfrac {3}{2}}\right)&=&{\tfrac {1}{2}}{\sqrt {\pi }}&\approx &0.886\,226\,925\,453\\\Gamma (2)&=&1!&=&1\\\Gamma \left({\tfrac {5}{2}}\right)&=&{\tfrac {3}{4}}{\sqrt {\pi }}&\approx &1.329\,340\,388\,179\\\Gamma (3)&=&2!&=&2\\\Gamma \left({\tfrac {7}{2}}\right)&=&{\tfrac {15}{8}}{\sqrt {\pi }}&\approx &3.323\,350\,970\,448\\\Gamma (4)&=&3!&=&6\end{array}}}
连分数表示
伽马函数也可以在复数域表示为两个连分数之和：
{\displaystyle \Gamma (z)={\cfrac {e^{-1}}{2+0-z+1{\cfrac {z-1}{2+2-z+2{\cfrac {z-2}{2+4-z+3{\cfrac {z-3}{2+6-z+4{\cfrac {z-4}{2+8-z+5{\cfrac {z-5}{2+10-z+\ddots }}}}}}}}}}}}+{\cfrac {e^{-1}}{z+0-{\cfrac {z+0}{z+1+{\cfrac {1}{z+2-{\cfrac {z+1}{z+3+{\cfrac {2}{z+4-{\cfrac {z+2}{z+5+{\cfrac {3}{z+6-\ddots }}}}}}}}}}}}}}}

## 导数
對任何複數z，滿足 Re(z) > 0，有
{\displaystyle {\frac {{\rm {d}}^{n}}{{\rm {d}}z^{n}}}\,\Gamma (z)=\int _{0}^{\infty }t^{z-1}e^{-t}(\ln t)^{n}dt}
於是，對任何正整數 m
{\displaystyle \Gamma '(m+1)=m!\left(-\gamma +\sum _{k=1}^{m}{\frac {1}{k}}\right)\,}
其中γ是歐拉-馬歇羅尼常數。

## 复数值
{\displaystyle \Gamma (x+{\rm {i}}y)=\left\{\int _{1}^{\infty }{\frac {t^{x-1}}{\mathrm {e} ^{t}}}\cos(y\ln t){\rm {d}}t+\sum _{k=0}^{\infty }{\frac {(-1)^{k}}{k!}}\left[{\frac {k+x}{(k+x)^{2}+y^{2}}}\right]\right\}+{\rm {i}}\left\{\int _{1}^{\infty }{\frac {t^{x-1}}{\mathrm {e} ^{t}}}\sin(y\ln t){\rm {d}}t-\sum _{k=0}^{\infty }{\frac {(-1)^{k}}{k!}}{\left[{\frac {y}{(k+x)^{2}+y^{2}}}\right]}\right\}\,}

## 解析延拓

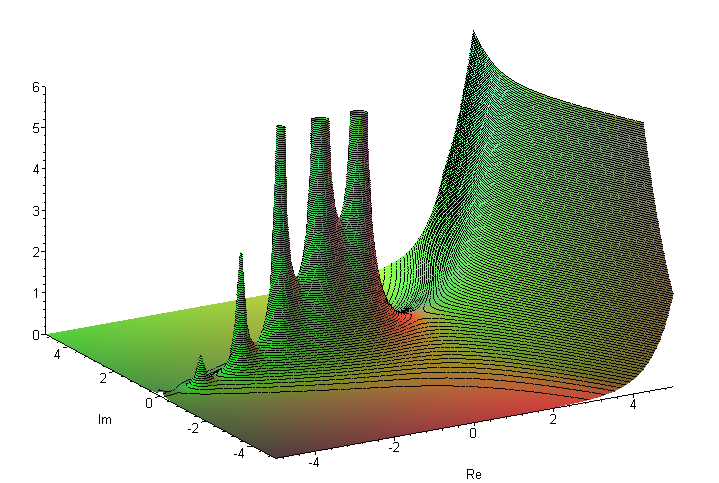
Γ函數的絕對值函數圖形

注意到在{\displaystyle \Gamma }函數的積分定義中若取{\displaystyle z\,}為實部大於零之複數、則積分存在，而且在右半複平面上定義一個全純函數。利用函數方程
{\displaystyle \Gamma (z)\Gamma (1-z)={\frac {\pi }{\sin {\pi z}}}\quad (0<\mathrm {Re} (z)<1)}
並注意到函數{\displaystyle \sin(\pi z)\,}在整個複平面上有解析延拓，我們可以在{\displaystyle \mathrm {Re} (z)<1}時設
{\displaystyle \Gamma (z)={\dfrac {\pi }{\Gamma (1-z)\sin {\pi z}}}}
從而將{\displaystyle \Gamma \,}函數延拓為整個複平面上的亞純函數，它在{\displaystyle z=0,-1,-2,-3\cdots }有單極點，留數為
{\displaystyle \mathrm {Res} (\Gamma ,-n)={\dfrac {(-1)^{n}}{n!}}.}

## 程式實現
許多程式語言或試算表軟體有提供Γ函数或對數的Γ函数，例如EXCEL。而對數的Γ函数還要再取一次自然指數才能獲得Γ函数值。例如在EXCEL中，可使用GAMMALN函数，再用EXP[GAMMALN(X)]，即可求得任意實数的伽玛函数的值。
- 例如在EXCEL中：EXP[GAMMALN(4/3)]=0.89297951156925

而在沒有提供Γ函数的程式環境中，也能夠過泰勒級數或斯特靈公式等方式來近似，例如Robert H. Windschitl在2002年提出的方法，其在十進制可獲得有效數字八位數的精確度，已足以填滿單精度浮點數的二進制有效數字24位：
{\displaystyle \Gamma (z)\approx {\sqrt {\frac {2\pi }{z}}}\left({\frac {z}{e}}{\sqrt {z\sinh {\frac {1}{z}}+{\frac {1}{810z^{6}}}}}\right)^{z}}